# Paradox hromady
Paradox hromady (nebo také sorites paradox, zkráceně sorites; z řec. σωρειτης) je označení pro skupinu paradoxů (zahrnující např. původní Eubúlidovy paradoxy hromady a holohlavého) vycházejících z vágnosti použitých termínů. Vágní termíny nemají přesně vymezené použití, takže není možné jednoznačně určit, v jakých případech je aplikace termínu správná a v jakých již nikoli. Sorites paradox využívá tuto nemožnost určení přesné hranice aplikovatelnosti termínu. Paradox hromady lze formulovat následovně:
{\displaystyle {\begin{matrix}{\mbox{1 zrnko písku není hromada.}}\\{\mbox{Jestli 1 zrnko písku není hromada, pak ani 2 zrnka písku nejsou hromada.}}\\{\mbox{Jestli 2 zrnka písku nejsou hromada, pak ani 3 zrnka písku nejsou hromada.}}\\\vdots \\{\mbox{Jestli 4999999 zrnek písku není hromada, pak ani 5000000 zrnek písku není hromada.}}\\\hline {\mbox{5000000 zrnek písku není hromada.}}\end{matrix}}}
Ke vzniku dochází díky vlastnosti vágních termínů známé jako tolerance. U precizních termínů je jednoznačně určena jejich oblast aplikovatelnosti, takže i když dojde k nepatrné změně týkající se rysů určujících aplikovatelnost termínu, může vlivem této malé změny dojít ke změně aplikovatelosti termínu. Pokud například přičteme k celému číslu 0,000001, nebude již výsledkem celé číslo. Vágní termíny oproti tomu takto drobné změny „tolerují“ – nechceme tvrdit, že přidáním jediného zrnka písku k něčemu, co není hromada, najednou hromada vznikne.

## Varianty
Sorites paradoxy je možné formulovat ve dvou komplementárních variantách. Zatímco v první je cílem paradoxu ukázat, že daný vágní termín je aplikovatelný na všechny relevantní objekty, cílem druhé varianty je ukázat, že vágní termín není aplikovatelný na žádný relevantní objekt.

### Sorites polysylogismus
Tato varianta paradoxu je charakteristická zřetězením mnoha premis do podoby jednoho dlouhého argumentu majícího podobu jako v příkladu v úvodu, formálně pak:
{\displaystyle {\begin{matrix}Fa_{1}\\Fa_{1}\rightarrow Fa_{2}\\Fa_{2}\rightarrow Fa_{3}\\\vdots \\Fa_{n-1}\rightarrow Fa_{n}\\\hline Fa_{n}\end{matrix}}}
Tento tzv. sorites polysylogismus je možné rozložit na jeho konstitutivní části mající podobu zřetězení mnoha instancí modu ponens:
{\displaystyle {\begin{matrix}Fa_{1}&Fa_{2}&&Fa_{n-1}\\Fa_{1}\rightarrow Fa_{2}&Fa_{2}\rightarrow Fa_{3}&\dots &Fa_{n-1}\rightarrow Fa_{n}\\\hline Fa_{2}&Fa_{3}&&Fa_{n}\end{matrix}}}

### Matematická indukce
Předchozí variantu paradoxu je možné velmi výrazně zkrátit s využitím matematické indukce. Tímto se celý paradox zkrátí na dvě premisy a závěr:
{\displaystyle {\begin{matrix}Fa_{1}\\\forall n\,(Fa_{n}\rightarrow Fa_{n+1})\\\hline \forall n\,Fa_{n}\end{matrix}}}

### Demarkační varianta
{\displaystyle {\begin{matrix}Fa_{1}\\\neg \forall nFa_{n}\\\hline \exists n\geq 1\,(Fa_{n}\wedge \neg Fa_{n+1})\end{matrix}}}
Tato varianta paradoxu vychází z matematicko-induktivní varianty a vzniká negací jejího závěru. Demarkační (line-drawing) varianta paradoxu vychází z premisy, že vágní termín, v závislosti na variantě paradoxu, buď není aplikovatelný na všechny objekty, nebo je aplikovatelný alespoň na nějaké. Pokud ale toto přijmeme, pak je nutné uznat existenci nějaké ostré hranice vymezující aplikovatelnost vágního termínu.

### Spojitá varianta
Zatímco předchozí tři varianty paradoxu je možné považovat za diskrétní v tom slova smyslu, že vždy postupují po jednotlivých krocích, Colyvan a Weber předložili argument, který je podle nich variantou sorites paradoxu a je spojitý – neobsahuje tedy žádné jednotlivé kroky. Tento argument ale napadá Rizza právě z toho důvodu, že postrádá jakékoli kroky, přičemž ty se zdají být pro formulaci sorites paradoxů podstatné.

## Přístupy k řešení paradoxu

### Popření paradoxu
Podle některých filosofů (např. Russella a Quina) vzniká paradox díky aplikaci logiky na přirozený jazyk, což je ale neadekvátní způsob použití logiky. Logika umí pracovat pouze s precizními termíny a sorites paradox vzniká díky tomu, že se precizní nástroj snažíme použít na vágní přirozený jazyk.

### Epistemicismus
Epistemicismus je názor, jehož proponenti sice tvrdí, že existuje ostré vymezení aplikovatelnosti všech vágních termínů, ale je principiálně nemožné zjistit, kde se tato hranice nachází. Podle Williamsona není člověk dostatečně kognitivně vybavený, aby mohl rozlišit mezi velmi podobnými případy – například mezi hlavou s 258 a hlavou 259 vlasy. I kdybychom věděli, že minimální počet vlasů potřebný pro to, abychom nebyli holohlaví, je 259, stejně bychom nemohli o někom prohlásit s jistotou, jestli je nebo není holohlavý.

### Vícehodnotové přístupy
Přístup založený na aplikaci vícehodnotových logik je založený na myšlence, že objekty, na než jsou vágní termíny aplikovatelné, je možné rozdělit do tří skupiny – objekty, na něž je vágní termín aplikovatelný, objekty, na něž aplikovatelný není, a na objekty u nichž není jasné, jestli na ně termín může být aplikován. Tomuto rozdělení objektů by měla odpovídat i logika obsahující 3 pravdivostní hodnoty. Jednotliví proponenti tohoto přístupu (např. Tye nebo Halldén) se od sebe liší především druhem aplikované logiky.

### Supervaluacionismus
Supervaluacionismus je přístup založený na van Fraassenově supervaluační sémantice. Supervaluacionisté věří, že k tomu, aby bylo možné určit pravdivostní hodnotu výroku obsahujícího vágní termín, je zapotřebí tento termín nejdříve zostřit, resp. precizovat, přičemž takovýchto zostření může být velmi mnoho. V každém zostření je pak s vágním termínem nakládáno jako s precizním, tedy s majícím jasně vymezenou oblast aplikovatelnosti. Pravdivostní hodnota výroku se následně řídí supervaluací beroucí v úvahu všechna zostření. Pokud je výrok pravdivý ve všech zostřeních, pak je výrok superpravdivý. Pokud je výrok nepravdivý ve všech zostřeních, pak je supernepravdivý. Pokud je výrok v některých zostřeních pravdivý a v jiných nepravdivý, pak výrok nemá pravdivostní hodnotu.

### Plurivaluacionismus
Podle plurivaluacionistů existuje množství ekvivalentních interpretací vágního jazyka, přičemž žádnou z nich není možné žádným způsobem privilegovat. Oproti supervaluacionismu, který zavádí vlastní sémantický aparát, plurivaluacionismus nic takového nedělá a je kompatibilní s více přístupy. V současné době asi nejznámější je varianta plurivaluacionismu využívající fuzzy logiku, nicméně existují i proponenti jiných verzí plurivaluacionismu.

### Nihilismus
Podle tohoto přístupu není paradox hromady paradoxem, ale platným argumentem ve prospěch neexistence složených věcí. Sorites je chápán jako důkaz toho, že neexistují takové věci jako hromady, stopy apod., ale pouze individuální „atomy“, z nichž jsou tyto věci složeny. Negativní forma paradoxu hromady (tj. ta, v níž se dokazuje neexistence něčeho) je chápána jako přímý důkaz neexistence složených věcí, pozitivní varianta je chápána jako nepřímý důkaz téhož.